# 李炳才
李炳才（1945年1月—），男，江苏宝应人，中华人民共和国政治人物。

## 生平
李炳才是中国共产党党员。1991年4月至1992年3月，任扬州市人民政府副市长代市长。1992年3月至1993年3月，任扬州市人民政府市长。1993年5月至1996年12月，任中共扬州市委书记。
1996年11月至2006年7月，历任中共中央台湾工作办公室、国务院台湾事务办公室副主任，中共中央台湾工作办公室、国务院台湾事务办公室常务副主任。2000年7月任海峡两岸关系协会常务副会长。2008年6月至2013年4月，任海峡两岸关系协会驻会副会长。
2008年，当选第十一届全国政协委员，代表经济界，分入第三十六组。并担任第十一届全国政协港澳台侨委员会副主任。